# Tscherperessen

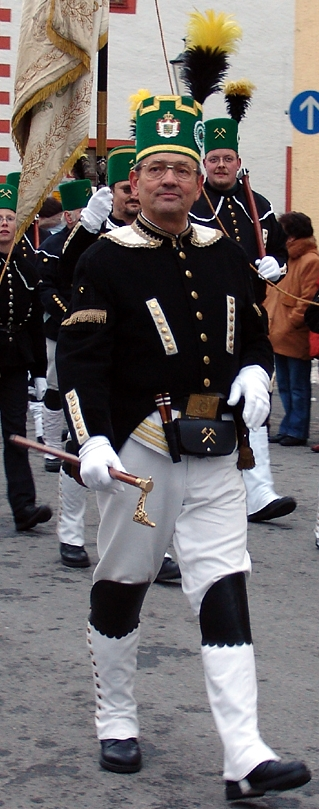
Obersteiger der Frohnauer Bergbrüderschaft mit Tzscherpertasche

Das Tscherperessen, auch Tzscherperfrühstück oder auch einfach Schärper genannt, ist eine bergmännische Tradition und Essensspezialität insbesondere im Harz, verbunden mit dem Harzer Bergbau auf Silber, Eisen und Kupfer seit dem 16. Jahrhundert.

## Namensherkunft
Namensgeber ist der Tscherper (Scherper, Schärper, Tschärper oder auch Tzscherper), ein in der Sprache der Bergleute feststehendes Berufsmesser mit kurzer gerader, starker Klinge, das die Harzer (Erz-)Bergleute stets in der Seitentasche an der Hose oder neben der Tasche am Gürtel mit sich tragen mussten.
Mit dem Tscherper wurde das Gezimmer in der Grube (dazu gehörten Tragestempel, Joche, Einstriche, Spreitzen etc.) untersucht, um herauszufinden, ob diese noch tragfähig sind oder etwa durch Fäulnis schon gelitten hatten.
Jeder Bergmann hatte die Pflicht, gebrochene oder beschädigte Sprossen in den hölzernen Fahrten, umgehend zu reparieren. Die Verordnung des Bergamtes zu Clausthal (1850) sagt: „Da aber nicht jeder Bergmann eine Axt oder Barte führt, so hat sich jedoch ohne Ausnahme jeder einfahrende Bergmann mit seinem Tzscherper in guter Scheide zu versehen, um bei augenblicklicher Entbehrung einer Axt oder einer Barte mit Hülfe dieses Messers die Einziehung einer Sprosse doch wohl bewerkstelligen zu können.“
Es diente in den früheren Jahren dem Bergmann als Werkzeug und einziges Essbesteck, mit dem er sein Brot „über den Daumen“ aß. Hiermit schnitt er, wie es kam, Tauwerk, Gezimmer und auch seine Mahlzeiten in den Pausen.

## Bestandteile eines Tscherperessens
Das traditionelle Tscherperessen (heute oft als Tscherperfrühstück) ist eine rustikale Bergmannsmahlzeit, bestehend aus
- Harzer Schmorwurst
- Hausschlachtewurst
- Thüringer Mett mit Zwiebeln
- Käse (Harzer Käse),
- Schmalz, Gurken, Brot sowie
- Bier und einem Bergmannsschnaps, dem sogenannten Fahrschnaps.